# Barnafejű motmot
A barnafejű motmot (Momotus mexicanus) a madarak osztályának verébalakúak (Passeriformes) rendjébe és a motmotfélék (Momotidae) családjába tartozó faj.

## Rendszerezése
A fajt William John Swainson brit ornitológus írta le 1827-ben.

## Alfajai
- Momotus mexicanus castaneiceps Gould, 1855
- Momotus mexicanus mexicanus Swainson, 1827
- Momotus mexicanus saturatus Nelson, 1897
- Momotus mexicanus vanrossemi R. T. Moore, 1932[2]

## Előfordulása
Mexikó és Guatemala területén honos. Természetes élőhelyei a szubtrópusi és trópusi síkvidéki esőerdők és lombhullató erdők, valamint cserjések. Állandó, nem vonuló faj.

## Megjelenése
Testhossza 36 centiméter, testsúlya 74–101 gramm.
|  |

## Életmódja
Főleg nagyobb rovarokkal táplálkozik.

## Természetvédelmi helyzete
Az elterjedési területe nagyon nagy, egyedszáma pedig stabil. A Természetvédelmi Világszövetség Vörös listáján nem fenyegetett fajként szerepel.